# Nalanda

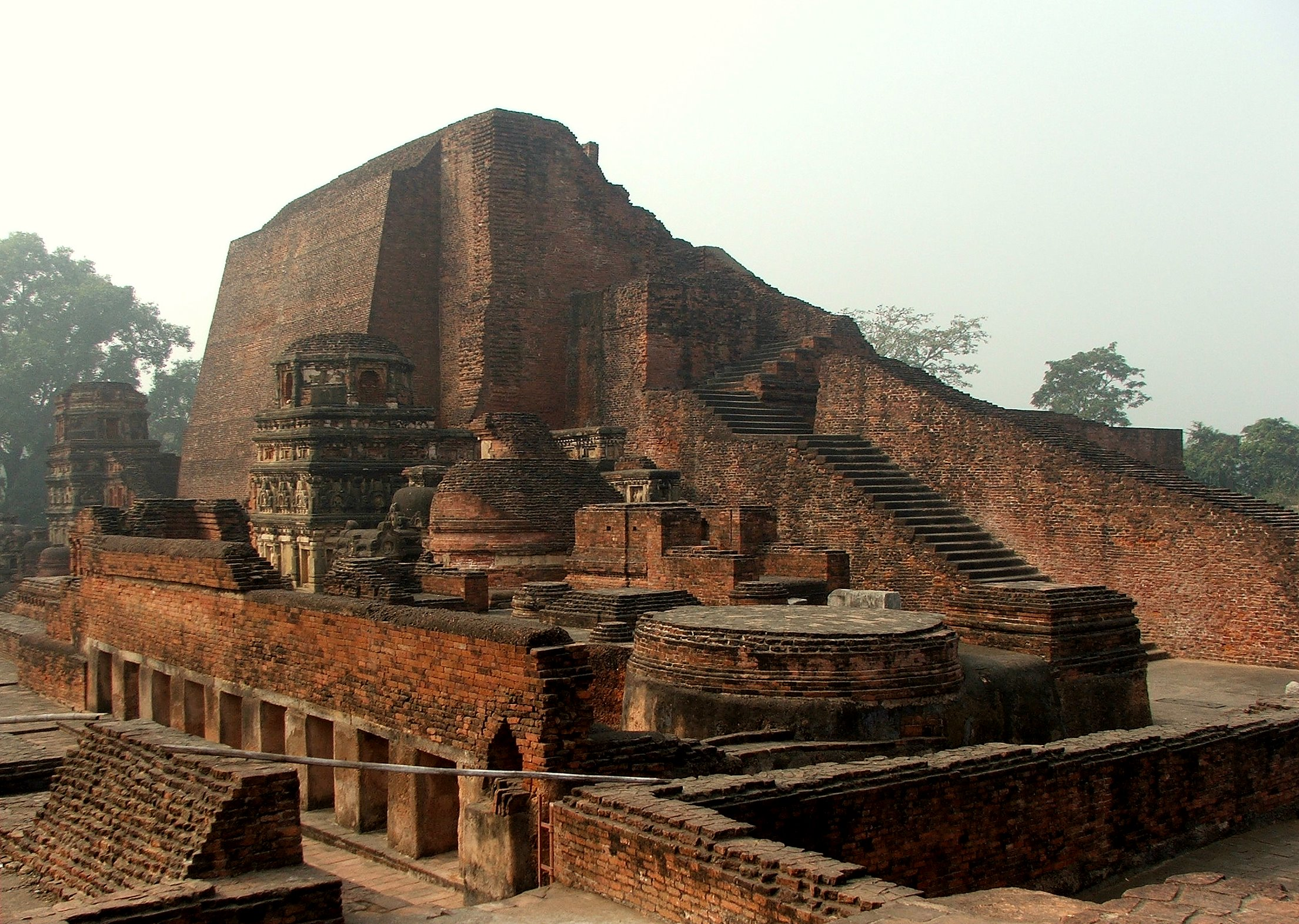
Sariputtas stupa i Nalanda

Nalanda var ett buddhistiskt universitet i Indien som grundades under 400-talet. Enligt tibetanska historier hade många kända mahayanska lärare levt och/eller lärt ut där, såsom Asanga, Vasubandhu, Dharmakirti, Dharmapala, Silabhadra och Santideva.
Universitetet förstördes år 1192 av turkiska trupper ledda av Muhammad bin Bakhtiyar Khilji, som eventuellt misstog universitetet för en fästning. Sedan 1900-talet har många arkeologiska fynd gjorts i området.